# Niels Aagaard
Niels Lauritsen Aagaard (født 1612 i Viborg, død 22. januar 1657) var en dansk professor, forfatter og bibliotekar ved Sorø Akademi.
Aagaard, der var bror til Christen Aagaard, var uddannet fra Københavns Universitet. Han tog efterfølgende på rejse ud i Europa. Da han vendte tilbage til Danmark, fik han embede som sognepræst i Faxe, og fra 1641 var han rektor for Herlufsholm. Fra 1647 var han professor i retorik og fra 1650 tillige bibliotekar ved Sorø Akademi. Han udarbejdede talrige latinske og græske digte, ligesom han udgav flere filosofiske og filologiske skrifter, bl.a. om Tacitus, Ammianus Marcellinus og Det Nye Testamente.